# Carlo Crivelli (cardinale)
Carlo Crivelli (Milano, 20 maggio 1736 – Milano, 19 gennaio 1818) è stato un cardinale e arcivescovo cattolico italiano.

## Biografia
Di nobile famiglia di origine cremonese, era nipote del cardinale Ignazio Michele Crivelli. Studiò inizialmente a Milano e successivamente fu inviato a Roma alla Pontificia Accademia dei Nobili Ecclesiastici. Il 27 luglio 1771 conseguì la laurea in utroque iure presso l'Università della Sapienza.
Nel 1759, durante il pontificato di Clemente XIII entrò nella Curia romana, dove ebbe incarichi minori.
Fu ordinato sacerdote il 20 agosto 1775 e l'11 settembre dello stesso anno fu nominato arcivescovo titolare di Patrasso. Il 21 settembre 1775 fu ordinato vescovo dal cardinale Ludovico Calini. Il 23 settembre fu nominato nunzio apostolico in Toscana, fino a quando il 12 marzo 1785 tornò a Roma.
Nel 1794 fu nominato governatore di Roma e nel 1798 fu arrestato dai francesi che sostenevano la Repubblica Romana. Fu imprigionato a Castel Sant'Angelo, quindi a Civitavecchia e poi trasferito a Milano.
Papa Pio VII lo elevò al rango di cardinale in pectore nel concistoro del 23 febbraio 1801. Fu pubblicato il 29 marzo 1802 e il 24 maggio dello stesso anno ricevette il titolo di Santa Susanna. Nel 1808 i francesi lo obbligarono nuovamente a lasciare Roma e a risiedere a Milano, senza permettergli di raggiungere la maggioranza dei cardinali che si trovava in Francia al seguito del papa.
Morì a Milano e fu sepolto nella chiesa di Santa Maria alla Porta.

## Genealogia episcopale e successione apostolica
La genealogia episcopale è:
- Cardinale Scipione Rebiba
- Cardinale Giulio Antonio Santori
- Cardinale Girolamo Bernerio, O.P.
- Arcivescovo Galeazzo Sanvitale
- Cardinale Ludovico Ludovisi
- Cardinale Luigi Caetani
- Cardinale Ulderico Carpegna
- Cardinale Paluzzo Paluzzi Altieri degli Albertoni
- Cardinale Gaspare Carpegna
- Cardinale Fabrizio Paolucci
- Cardinale Francesco Barberini
- Cardinale Angelo Maria Querini, O.S.B.Cas.
- Cardinale Lodovico Calini
- Cardinale Carlo Crivelli

La successione apostolica è:
- Cardinale Giovanni Castiglione (1808)